# Camo
Camo är en ort och frazione i kommunen Santo Stefano Belbo i provinsen Cuneo i regionen Piemonte i Italien. 
Camo upphörde som kommun den 1 januari 2019 och uppgick i kommunen Santo Stefano Belbo. Den tidigare kommunen hade 185 invånare (2015).